# Liste der FFH-Gebiete im Landkreis Erlangen-Höchstadt
Die Liste der FFH-Gebiete im Landkreis Erlangen-Höchstadt zeigt die FFH-Gebiete des mittelfränkischen Landkreises Erlangen-Höchstadt in Bayern.
Teilweise überschneiden sie sich mit bestehenden Natur-, Landschaftsschutz- und EU-Vogelschutzgebieten.
Im Landkreis befinden sich insgesamt acht und zum Teil mit anderen Landkreisen überlappende FFH-Gebiete.
| Aurach zwischen Emskirchen und Herzogenaurach                    | BW | 6430-371 WDPA: 555521541 | Landkreis Neustadt an der Aisch-Bad Windsheim, Landkreis Erlangen-Höchstadt |  | ⊙ | 199,08   |  |
| Hirschkäfervorkommen bei Kleinseebach                            |    | 6332-373 WDPA: 555521471 | Landkreis Erlangen-Höchstadt                                                |  | ⊙ | 0,89     |  |
| Irrhain                                                          |    | 6432-371 WDPA: 555521543 | Landkreis Erlangen-Höchstadt                                                |  | ⊙ | 111,82   |  |
| Markwald bei Baiersdorf                                          |    | 6332-371 WDPA: 555537764 | Landkreis Erlangen-Höchstadt, Landkreis Forchheim                           |  | ⊙ | 308,09   |  |
| Moorweiher im Aischgrund und in der Grethelmark                  | BW | 6330-371 WDPA: 555521465 | Landkreis Neustadt an der Aisch-Bad Windsheim, Landkreis Erlangen-Höchstadt |  | ⊙ | 215,11   |  |
| Naturschutzgebiet 'Wildnis am Rathsberg'                         |    | 6332-302 WDPA: 555521468 | Landkreis Erlangen-Höchstadt                                                |  | ⊙ | 25,00    |  |
| Sandheiden im mittelfränkischen Becken                           |    | 6432-301 WDPA: 555521542 | Landkreis Erlangen-Höchstadt, Landkreis Fürth                               |  | ⊙ | 1.168,00 |  |
| Teiche und Feuchtflächen im Aischgrund, Weihergebiet bei Mohrhof |    | 6331-371 WDPA: 555521466 | Landkreis Erlangen-Höchstadt                                                |  | ⊙ | 422,44   |  |
| Legende für Fauna-Flora-Habitat                                  |    |                          |                                                                             |  |   |          |  |